# Echoes from the Dead
Pour plus de détails, voir Fiche technique et Distribution.
Echoes from the Dead (Skumtimmen) est un thriller suédois coécrit et réalisé par Daniel Alfredson sorti en 2013.

## Synopsis
Sur une île de la mer Baltique, Julia, dont le fils Jens a disparu vingt ans plus tôt, part à sa recherche avec l'aide d'un inspecteur local (Gabrielsson)... 

## Fiche technique
- Titre original : Echoes from the Dead
- Titre français :
- Titre québécois :
- Réalisation : Daniel Alfredson
- Scénario : Daniel Alfredson et Birgitta Bongenhielm d'après L'Écho des morts de Johan Theorin
- Direction artistique : Bengt Fröderberg
- Décors :
- Costumes : Mia Ögren
- Montage :
- Musique :
- Photographie : Fredrik Bäckar
- Son :
- Production : Lars Pettersson et Søren Stærmose
- Sociétés de production : Fundament Film et Yellow Bird Films
- Sociétés de distribution :
- Pays d’origine :  Suède
- Budget :
- Langue : Suédois
- Durée : 90 minutes
- Format : Couleurs - 35 mm - 2.35:1 -  Son Dolby numérique
- Genre : Thriller
- Dates de sortie
- Suède : 4 octobre 2013

## Distribution
- Lena Endre : Julia Davidsson
- Johan Sundberg : Jens Davidsson
- Thomas W. Gabrielsson : Lennart
- Tord Peterson : Gerlof